# مسئله ریاضی

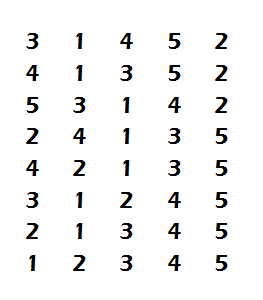
پیاده سازی الگوریتم Topswops توسط J. H. Conway

یک مسئله ریاضیاتی مسئله ای است که بتوان آن را نمایش داده، تحلیل کرد و احتمالاً بتوان آن را با روش های ریاضیاتی حل نمود. این مسئله می تواند یک مسئله جهان واقعی چون محاسبه مدار سیارات در منظومه شمی یا مسئله هایی مجرد تر چون مسائل هیلبرت باشد.
همچنین یک مسئله ریاضیاتی ممکن است به ذات خود ریاضیات اشاره کند، چون پارادوکس راسل.
نتیجه یک مسئله ریاضیاتی حل شده را می توان به طور صوری بررسی نمود.

## مسائل جهان واقعی
مسائل ریاضیاتی عادی جهان واقعی، مسائل ملموسی هستند چون "شخصی پنج سیب دارد و سه تای آن را به دوستش می دهد. چند سیب برای او باقی می ماند؟". حل چنین مسائلی، حتی اگر شخص روش حل آن را بلد باشد اغلب سخت تر از حل تمرین های ریاضیاتی چون "3-5" است. چنین مسائلی که به آن مسائل کلامی نیز می گویند، در آموزش ریاضی برای آموزش نحوه اتصال مسائل جهان واقعی به زبان مجرد ریاضیاتی معمولاً به کار می روند.
در کل برای استفاده از ریاضیات برای حل مسائل جهان واقعی، اولین قدم ساخت مدل ریاضیاتی از مسئله مورد نظر است. این فرآیند شامل تجرید از جزئیات مسئله است (یعنی حذف جزئیات اضافه در مدل)، سپس فردی که مشغول مدل سازی است باید به دقت مراقبت نماید تا جنبه های اساسی و مهم در ترجمه از مسئله اصلی به مدل ریاضیاتی از بین نروند. بعد از این که مسئله در جهان ریاضیاتی حل شد، حل آن را باید به مسئله اصلی در جهان واقعی ترجمه نمود.
از بیرون می توان پدیده های مختلفی از ساده تا پیچیده را در جهان واقعی مشاهده نمود. برخی از این مسائل که از بیرون ساده به نظر می رسند، ممکن است دارای مکانیسم های پیچیده ای باشند که با دید میکروسکوپی قابل رؤیت اند. بسته به مقیاس مشاهده و پایداری مکانیسم ها، ممکن است یک پدیده واحد ساده یا پیچیده به نظر برسد. نه تنها می توان پدیده های ساده را با مدل ساده توصیف کرد، بلکه می توان مدل ساده را برای توصیف پدیده های پیچیده نیز به کار برد. مثل نظریه آشوب که خود پدیده پیچیده ای است ولی با مدل سازی های ساده تر می توان آن را مطالعه نمود.